# Llista de topònims de Prullans
Llista de topònims (noms propis de lloc) del municipi de Prullans, a la Baixa Cerdanya
Informació actualitzada per un bot. Els canvis manuals es perdran quan s'actualitzi!

## cova
| imatge | Nom                 | Ubicat a                     | instància de  | Detalls | coordenades                                                         | Protecció                                  | Commons (més fotos) | Dades a WD                    |
| ------ | ------------------- | ---------------------------- | ------------- | ------- | ------------------------------------------------------------------- | ------------------------------------------ | ------------------- | ----------------------------- |
|        | cova d'Anes         | Bellver de Cerdanya Prullans | cova          |         | 42° 23′ 01″ N, 1° 45′ 37″ E / 42.383473°N,1.760296°E                | bé integrant del patrimoni cultural català |                     | Modifica les dades a Wikidata |
|        | cova de la Mariagna | Prullans Bellver de Cerdanya | cova jaciment |         | 42° 22′ 52″ N, 1° 45′ 34″ E / 42.3812350893877°N,1.75946969015949°E | bé integrant del patrimoni cultural català |                     | Modifica les dades a Wikidata |

## entitat singular de població
| imatge | Nom         | Ubicat a                | instància de                                   | Detalls | coordenades                                                                 | Protecció | Commons (més fotos) | Dades a WD                    |
| ------ | ----------- | ----------------------- | ---------------------------------------------- | ------- | --------------------------------------------------------------------------- | --------- | ------------------- | ----------------------------- |
|        | Ambret      | Prullans                | entitat singular de població                   | 2 hab   | 42° 23′ 56″ N, 1° 42′ 09″ E / 42.39875375°N,1.702483892°E 1334.356 msnm     |           |                     | Modifica les dades a Wikidata |
|        | Ardòvol     | Prullans                | entitat singular de població                   | 7 hab   | 42° 23′ 17″ N, 1° 43′ 06″ E / 42.388144°N,1.718298°E 1295 msnm              |           |                     | Modifica les dades a Wikidata |
|        | Casa d'Orèn | Prullans                | entitat singular de població                   | 2 hab   | 42° 23′ 29″ N, 1° 44′ 48″ E / 42.39136513°N,1.74671884°E 1377 msnm          |           |                     | Modifica les dades a Wikidata |
|        | Narvils     | Prullans                | entitat singular de població                   | 7 hab   | 42° 22′ 03″ N, 1° 43′ 11″ E / 42.3675°N,1.7196388888889°E 1028.115 msnm     |           |                     | Modifica les dades a Wikidata |
|        | Prullans    | Prullans                | entitat singular de població capital municipal | 213 hab | 42° 22′ 44″ N, 1° 44′ 20″ E / 42.3789217°N,1.73877957°E 1110 msnm           |           |                     | Modifica les dades a Wikidata |
|        | Sotanut     | Prullans                | entitat singular de població                   | 11 hab  | 42° 22′ 59″ N, 1° 43′ 42″ E / 42.382916666667°N,1.7284722222222°E 1154 msnm |           |                     | Modifica les dades a Wikidata |
|        | el Tarter   | Prullans                | entitat singular de població                   | 0 hab   | 42° 22′ 53″ N, 1° 42′ 59″ E / 42.381417°N,1.716258°E 1292 msnm              |           |                     | Modifica les dades a Wikidata |
|        | la Bastida  | Prullans                | entitat singular de població                   | 5 hab   | 42° 24′ 14″ N, 1° 43′ 45″ E / 42.40376073°N,1.72904666°E 1662 msnm          |           |                     | Modifica les dades a Wikidata |
|        | la Clota    | Prullans Baixa Cerdanya | entitat singular de població                   | 2 hab   | 42° 22′ 16″ N, 1° 44′ 45″ E / 42.37112896°N,1.74594348°E 997 msnm           |           |                     | Modifica les dades a Wikidata |
|        | la Serra    | Prullans                | entitat singular de població                   | 3 hab   | 42° 22′ 37″ N, 1° 42′ 55″ E / 42.376972222222°N,1.7151944444444°E 1232 msnm |           |                     | Modifica les dades a Wikidata |

## església
| imatge | Nom                      | Ubicat a | instància de     | Detalls                                   | coordenades                                                               | Protecció                                  | Commons (més fotos)     | Dades a WD                    |
| ------ | ------------------------ | -------- | ---------------- | ----------------------------------------- | ------------------------------------------------------------------------- | ------------------------------------------ | ----------------------- | ----------------------------- |
|        | Sant Climent d'Ardòvol   | Prullans | església         | Estil: arquitectura popular               | 42° 23′ 17″ N, 1° 43′ 07″ E / 42.388052°N,1.718649°E                      | bé integrant del patrimoni cultural català |                         | Modifica les dades a Wikidata |
|        | Sant Esteve de Prullans  | Prullans | església         | Estil: arquitectura romànica              | 42° 22′ 45″ N, 1° 44′ 18″ E / 42.3792°N,1.73833°E ca:Carrer de l'Església | bé integrant del patrimoni cultural català | Sant Esteve de Prullans | Modifica les dades a Wikidata |
|        | Sant Quintí d'Ardovol    | Prullans | església         | Estil: arquitectura popular               | 42° 23′ 37″ N, 1° 43′ 29″ E / 42.393646°N,1.724768°E                      | bé integrant del patrimoni cultural català |                         | Modifica les dades a Wikidata |
|        | Santa Anna de la Bastida | Prullans | església capella | Estil: arquitectura popular Estat: ruïnós | 42° 24′ 13″ N, 1° 43′ 22″ E / 42.40372°N,1.722833°E 1718 msnm             | bé integrant del patrimoni cultural català |                         | Modifica les dades a Wikidata |

## font
| imatge | Nom                  | Ubicat a | instància de | Detalls | coordenades                                                         | Protecció | Commons (més fotos) | Dades a WD                    |
| ------ | -------------------- | -------- | ------------ | ------- | ------------------------------------------------------------------- | --------- | ------------------- | ----------------------------- |
|        | font Sobirana        | Prullans | font         |         | 42° 23′ 17″ N, 1° 43′ 51″ E / 42.3880627359121°N,1.73078615683435°E |           |                     | Modifica les dades a Wikidata |
|        | font de les Escaldes | Prullans | font         |         | 42° 22′ 20″ N, 1° 45′ 19″ E / 42.3721282736335°N,1.75514297130483°E |           |                     | Modifica les dades a Wikidata |

## masia
| imatge | Nom        | Ubicat a | instància de       | Detalls                     | coordenades                                                      | Protecció                                            | Commons (més fotos)   | Dades a WD                    |
| ------ | ---------- | -------- | ------------------ | --------------------------- | ---------------------------------------------------------------- | ---------------------------------------------------- | --------------------- | ----------------------------- |
|        | Ambret     | Prullans | masia              |                             | 42° 24′ 00″ N, 1° 42′ 04″ E / 42.399924971137°N,1.701150937229°E |                                                      |                       | Modifica les dades a Wikidata |
|        | Ca l'Auren | Prullans | masia              | Estil: arquitectura popular | 42° 23′ 29″ N, 1° 44′ 48″ E / 42.391293°N,1.746611°E             | bé integrant del patrimoni cultural català           |                       | Modifica les dades a Wikidata |
|        | la Bastida | Prullans | masia fortificació |                             | 42° 24′ 13″ N, 1° 43′ 46″ E / 42.403721°N,1.729418°E 1662 msnm   | bé d'interès cultural bé cultural d'interès nacional | La Bastida (Prullans) | Modifica les dades a Wikidata |

## serra
| imatge | Nom                  | Ubicat a                     | instància de | Detalls | coordenades                                                         | Protecció | Commons (més fotos) | Dades a WD                    |
| ------ | -------------------- | ---------------------------- | ------------ | ------- | ------------------------------------------------------------------- | --------- | ------------------- | ----------------------------- |
|        | serra de Camp Bolvir | Bellver de Cerdanya Prullans | serra        |         | 42° 22′ 51″ N, 1° 45′ 08″ E / 42.38078889°N,1.7520925°E 1353.3 msnm |           |                     | Modifica les dades a Wikidata |
|        | serra de Sant Quintí | Prullans                     | serra        |         | 42° 23′ 39″ N, 1° 43′ 39″ E / 42.3942°N,1.72754°E 1707.2 msnm       |           |                     | Modifica les dades a Wikidata |
|        | serra de Santa Anna  | Prullans                     | serra        |         | 42° 24′ 16″ N, 1° 43′ 11″ E / 42.40437778°N,1.71985°E 1970.8 msnm   |           |                     | Modifica les dades a Wikidata |
|        | serrat dels Coronals | Prullans                     | serra        |         | 42° 23′ 35″ N, 1° 44′ 25″ E / 42.393°N,1.74038°E 1707.2 msnm        |           |                     | Modifica les dades a Wikidata |

## Misc
| imatge | Nom                              | Ubicat a                         | instància de                 | Detalls                                      | coordenades                                                                                       | Protecció                                            | Commons (més fotos)         | Dades a WD                    |
| ------ | -------------------------------- | -------------------------------- | ---------------------------- | -------------------------------------------- | ------------------------------------------------------------------------------------------------- | ---------------------------------------------------- | --------------------------- | ----------------------------- |
|        | Casa dels Barons                 | Prullans                         | casa forta                   | 16th century                                 | 42° 22′ 44″ N, 1° 44′ 12″ E / 42.37902°N,1.736754°E ca:Carrer de la Torre 1098 msnm               | bé d'interès cultural bé cultural d'interès nacional | Casa dels Barons (Prullans) | Modifica les dades a Wikidata |
|        | Fornàs de Prullans               | Prullans                         | teuleria                     |                                              |                                                                                                   | bé integrant del patrimoni cultural català           |                             | Modifica les dades a Wikidata |
|        | Granja de Can Jun de la Serra    | Prullans                         | granja                       |                                              | 42° 22′ 02″ N, 1° 43′ 10″ E / 42.367232311052°N,1.71946187856644°E                                |                                                      |                             | Modifica les dades a Wikidata |
|        | Molí de la Clota                 | Prullans                         | molí d'aigua                 | Estil: arquitectura popular                  | 42° 22′ 20″ N, 1° 44′ 52″ E / 42.372309°N,1.747708°E                                              | bé integrant del patrimoni cultural català           |                             | Modifica les dades a Wikidata |
|        | Polígon industrial Pla de Codina | Prullans                         | polígon industrial           |                                              | 42° 22′ 26″ N, 1° 45′ 42″ E / 42.3739373197932°N,1.76169027948525°E                               |                                                      |                             | Modifica les dades a Wikidata |
|        | Segre                            | Catalunya Pirineus Orientals     | riu curs d'aigua riu aurífer | Desemboca: Ebre Llarg: 265km Conca: 22400km² | 42° 24′ 09″ N, 2° 06′ 30″ E / 42.4025°N,2.1084°E 41° 21′ 48″ N, 0° 18′ 16″ E / 41.3633°N,0.3044°E |                                                      | Segre River                 | Modifica les dades a Wikidata |
|        | Tossal Negre                     | Prullans                         | muntanya                     |                                              | 42° 22′ 28″ N, 1° 42′ 22″ E / 42.37445°N,1.70616389°E 1357.6 msnm                                 |                                                      |                             | Modifica les dades a Wikidata |
|        | casa consistorial de Prullans    | Prullans                         | casa consistorial            |                                              | 42° 22′ 42″ N, 1° 44′ 18″ E / 42.3781973°N,1.7383911°E                                            |                                                      |                             | Modifica les dades a Wikidata |
|        | cementiri de Prullans            | Prullans                         | cementiri                    |                                              | 42° 22′ 26″ N, 1° 44′ 45″ E / 42.3737731183278°N,1.74575822212692°E                               |                                                      |                             | Modifica les dades a Wikidata |
|        | cortal del Tarter                | Prullans                         | borda                        |                                              | 42° 22′ 53″ N, 1° 42′ 56″ E / 42.3812560616866°N,1.71558133078082°E                               |                                                      |                             | Modifica les dades a Wikidata |
|        | patamolls i verneda de Prullans  | Prullans Bellver de Cerdanya     | zona humida                  | Superfície: 35.6ha                           | 42° 21′ 58″ N, 1° 44′ 15″ E / 42.3661°N,1.7375°E 985 msnm                                         |                                                      |                             | Modifica les dades a Wikidata |
|        | pedrera Mármoles Griot           | Prullans                         | pedrera                      |                                              | 42° 22′ 49″ N, 1° 45′ 17″ E / 42.3802377926679°N,1.75470338941844°E                               |                                                      |                             | Modifica les dades a Wikidata |
|        | vall de la Llosa                 | Lles de Cerdanya Prullans Encamp | vall                         |                                              | 42° 26′ 14″ N, 1° 42′ 02″ E / 42.43729166666667°N,1.7004333333333332°E                            |                                                      | Vall de la Llosa            | Modifica les dades a Wikidata |